# Ulotrichopus caupona
Ulotrichopus caupona är en fjärilsart som beskrevs av Heinrich Benno Möschler 1884. Ulotrichopus caupona ingår i släktet Ulotrichopus och familjen nattflyn. Inga underarter finns listade i Catalogue of Life.